# カール・コラー (軍人)
カール・コラー（Karl Koller, 1898年2月22日–1951年12月22日）は、ドイツのパイロット、軍人。航空兵大将。第二次世界大戦末期にドイツ空軍参謀総長を務めた。

## 経歴

### 初期の軍歴
バイエルン王国のグロンに警察官の息子として生まれる。1914年に学校の同級生と共にイギリスに渡るが、間もなく第一次世界大戦勃発の危機が迫り、衝撃を受けた級友は抑留されたが、コラーは最後の便船でドイツに戻った。
幼少より航空技術者アルベルト・ヒルト（de:Albert Hirth）の家族と親しくしていたことから、コラーは飛行機に興味を持っており、1914年8月に航空部隊に志願した。しかし当初はバイエルン後備鉄道大隊で基礎教育を受け、鉄道機関士となった。1916年1月、本人の希望により後備航空第1大隊に転属となり、さまざまな航空部隊での従軍や航空学校勤務を重ねた。1917年8月に上等兵、1918年2月に兵長に進級したが、1918年5月25日に撃墜されて敵前線後方に墜落し、イギリス軍の捕虜になった。

### 警察から空軍へ
戦後の1919年12月に釈放され、1920年2月にバイエルン州警察に入り、警察航空隊に入った。仕事以外でも飛行機に熱心で、「バイエルン・アエロクラブ」に属して滑空競技に打ち込んだ。1921年の大会にバイエルン州代表として参加。640mの記録を出して滑空の最高記録を出したが、直後に記録を更新された。5日後に1900mの世界記録（飛行時間約3分）を出した。5日後には高度を下げることなく旋回することに世界で初めて成功し、世界中の注目を集め、イギリス、フランス、スイスなどに講演に招かれるようになった。そうした中でエルンスト・ウーデットと親しくなった。警察では1922年から1928年まで運転手として務めた。警察中尉に昇進していたコラーは1932年までミュンヘン警察に勤務し、1933年1月に警察大尉に昇進し、ミュンヘンの警察学校教官に就任して警察の指導的立場に立った。
しかしナチス政権が成立しドイツ空軍が新設されると、1935年に大尉として空軍に入隊した。コラーは国民学校しか出ていなかったが、ベルリンの空軍学校で学び1936年にオルデンブルクの戦闘機隊の課程教官になり、早くも1936年8月には少佐に昇進した。ついでベルリン・ガトウの空軍学校教官を務め、1938年1月にミュンヘン地区航空隊首席作戦参謀となった。

### 第二次世界大戦
第二次世界大戦が勃発すると、1941年1月に大佐に進級すると同時に第3航空艦隊参謀長に任命され、西部戦線で従軍した。1942年4月、ツェルベルス作戦での戦功により騎士鉄十字章を受章した。1943年3月に少将に進級。コラーはナチの有力者の命令に度々背いており、1940年にはフランスの大聖堂爆撃を拒否、さらにヒトラーによる、落下傘で脱出した敵パイロットの射殺命令に従わなかった。また軍法会議や強制収容所に送られそうになった兵士や市民を救った。このため外国からも高い評価を受けた。
ハンス・イェションネク参謀長の自殺後、1943年9月に空軍指導部改造が行われた際、コラーは空軍統帥（作戦）部長に任命され中将に進級した。ギュンター・コルテン参謀総長が1944年7月にクラウス・フォン・シュタウフェンベルク大佐によるヒトラー暗殺未遂事件で死亡すると、当然コラーが後任になると見られていたが、空軍総司令官ヘルマン・ゲーリングは自分の意のままになると考えた空軍教育総監ヴェルナー・クライペ（de:Werner Kreipe）を後任に据えた。しかしクライペには荷が重すぎたため、11月にゲーリングはコラーを後任の空軍参謀総長にせざるを得なくなった。同時にコラーは航空兵大将に進級した。
コラーは同年、同郷の医師マックス・レープシェ（de:Max Lebsche）博士の主張により、文化財が残るイタリアの都市ラヴェンナに対するドイツ空軍による空襲をやめさせた。またヒトラーによるドイツ都市インフラの破壊指令（ネロ指令）も無視していた。1945年4月21日、コラーはヒトラーに対し「ドイツ空軍はあと数日で完全に死に至る」と上申したため、ヒトラーは空軍首脳を全員更迭すると叫んだ。2日後コラーはオーバーザルツベルクにいるゲーリングの元に飛び、ヒトラーは自殺するつもりであると伝えた。それを聞いたゲーリングはヒトラーに後継者となることを申し出、逆に解任された。

### 戦後
終戦後コラーはイギリス軍の捕虜となり、オックスフォードに収容された。そこをアメリカ空軍のチャールズ・リンドバーグ大佐が訪れ、コラーに対し敬意を表している。1947年12月にコラーは釈放された。1949年に『最後の月』と題する戦争当時の日記を刊行。バイエルン復員軍人会はコラーを総裁に選出した。コラーは故郷のグロンで死去した。

## 家族
コラーは夫人との間に三男をもうけた。末子のローラント（de:Roland Koller）は法学を学んで警察に入り、ミュンヘン警察署長（1988-2003年）となったのち、2003年から2006年までニーダーザクセン州内務次官を務めた。コラーの弟ヴォルフガング（Wolfgang Koller　1904-1974年）は教師・作家で詩人だった。